# Цан, Теодор
Теодор Цан (нем. Theodor Zahn; 10 октября, 1838, Мёрс — 5 марта, 1933, Эрланген) — немецкий писатель, протестантский теолог, номинант на Нобелевскую премию по литературе в 1902, 1904, 1908 годах.

## Биография
Теодор Цан родился в 1838 году и стал восьмым ребёнком в семье педагогов Франца Людвига Цана (1798—1890) и Анны Шлаттер (1800—1853).
Учился протестантской теологии в Базеле, Эрлангене и Берлине. С 1858 года он преподавал в различных школах и колледжах. В 1868 году он стал преподавателем Нового Завета в Геттингене, спустя три года получил должность адъюнкт-профессора. 1877 получил назначение в университет Киля. Через год он переехал в Эрланген. В 1888 году Цан получил приглашение из университетов Грайфсвальда и Лейпцига, выбрал Лейпциг и преподавал там до 1892 года, прежде чем вернулся в Эрланген и стал профессором Нового Завета.

## Работы
- Ignatius von Antiochien (1873)
- Einleitung in das Neue Testament. Брокгауз, Вупперталь, 1994, ISBN 3-417-29218-2 (перепечатка издания Лейпциге 1907)
- Grundriß der Geschichte des Apostolischen Zeitalters. Лейпциг 1929
- Grundriß der Geschichte des Lebens Jesu. Hänssler, Holzgerlingen 1999, ISBN 3-7751-3274-0 (перепечатка издания в Лейпциге 1928)
- Grundriß der Geschichte des neutestamentlichen Kanons. Брокгауз, Вупперталь, 1985, ISBN 3-417-29235-2 (перепечатка издания Лейпциге 1904)
- Der Geschichtschreiber und sein Stoff im Neuen Testament — Статьи в журнале Церкви и науки церковной жизни. 9, 1888, страницы 581—596
- Die Anbetung Jesu im Zeitalter der Apostel Лейпциг, 1910
- Einleitung in das Neue Testament — Erster Band Лейпциг, 1897
- Einleitung in das Neue Testament — Zweiter Band Лейпциг, 1899
- Sclaverei und Christenthum in der alten Welt, 1879